# Premiul Academiei Poloneze pentru cel mai bun actor
Premiul Academiei Poloneze pentru cel mai bun actor este unul din premiile acordate anual celui mai bun actor polonez într-un rol principal. 

## Câștigători
| An   | Titlul filmului în limba română/engleză (numele original)                                                   | Actor                |
| ---- | --- | -------------------- |
| 1999 | Sekal trebuie să moară (Zabić Sekala)                                                                       | Olaf Lubaszenko      |
| 2000 | Datoria (Dług)                                                                                              | Robert Gonera        |
| 2001 | Viața ca o boală fatală transmisă pe cale sexuală (Życie jako śmiertelna choroba przenoszona drogą płciową) | Zbigniew Zapasiewicz |
| 2002 | Bună, Tereska (Cześć Tereska)                                                                               | Zbigniew Zamachowski |
| 2003 | Ziua nebunului (Dzień Świra)                                                                                | Marek Kondrat        |
| 2004 | Închide ochii (Zmruż oczy)                                                                                  | Zbigniew Zamachowski |
| 2005 | Nunta (Wesele)                                                                                              | Marian Dziędziel     |
| 2006 | Colectorul (Komornik)                                                                                       | Andrzej Chyra        |
| 2007 | Jasminum (Jasminum)                                                                                         | Janusz Gajos         |
| 2008 | All Will Be Well (Wszystko będzie dobrze)                                                                   | Robert Więckiewicz   |
| 2009 | Scratch (Rysa)                                                                                              | Krzysztof Stroiński  |
| 2010 | Snow White and Russian Red (Wojna polsko-ruska)                                                             | Borys Szyc           |
| 2011 | Little Rose (Różyczka)                                                                                      | Robert Więckiewicz   |
| 2012 | În întuneric (W ciemności)                                                                                  | Robert Więckiewicz   |
| 2013 | Urmarea (Pokłosie)                                                                                          | Maciej Stuhr         |
| 2014 | Life Feels Good (Chce się żyć)                                                                              | Dawid Ogrodnik       |
| 2015 | Zei (Bogowie)                                                                                               | Tomasz Kot           |
| 2016 | Ciało | Janusz Gajos         |
| 2017 | Ostatnia rodzina                                                                                            | Andrzej Seweryn      |
| 2018 | Cicha Noc                                                                                                   | Dawid Ogrodnik       |
| 2019 | |                      |
| 2020 | |                      |

## Cele mai multe premii
| Actor                | Premii |
| -------------------- | ------ |
| Robert Więckiewicz   | 3      |
| Janusz Gajos         | 3      |
| Zbigniew Zamachowski | 2      |

## Cele mai multe nominalizări
| Actor             | Nominalizări |
| ----------------- | ------------ |
| Janusz Gajos      | 7            |
| Marcin Dorociński | 5            |
| Marcin Dorociński | 5            |
| Marek Kondrat     | 5            |
| Marian Dziędziel  | 3            |
| Jerzy Stuhr       | 3            |
| Maciej Stuhr      | 3            |
| Michał Żebrowski  | 3            |